# 블랙코드
《블랙코드》(영어: Blackhat)는 2015년 개봉한 미국의 액션 스릴러 영화이다. 마이클 맨의 연출작이며, 크리스 헴즈워스, 탕웨이, 바이올라 데이비스 등이 출연하였다.

## 출연진
- 크리스 헴즈워스
- 탕웨이
- 왕리홍
- 바이올라 데이비스
- 리치 코스터
- 홀트 매캘러니
- 요릭 판바헤닝언
- 안즈제
- 매니 몬타나
- 윌리엄 메이포서
- 아치 가오
- 제이슨 버틀러 하너
- 존 오티즈
- 스펜서 개릿
- 트레이시 치모
- 브랜던 멀랄리